# Bad Friedrichshall
Bad Friedrichshall (MAF: /baːt ˈfʁiːdʁɪçsˌhal/, posłuchajⓘ) – miasto w Niemczech, w kraju związkowym Badenia-Wirtembergia, w rejencji Stuttgart, w regionie Heilbronn-Franken, w powiecie Heilbronn, siedziba wspólnoty administracyjnej Bad Friedrichshall. Leży nad ujściem Kocher do Neckar, ok. 10 km na północ od Heilbronn, przy drodze krajowej B27 i linii kolejowej Stuttgart–Mannheim.

## Współpraca
Miejscowości partnerskie:
- Hohenmölsen, Saksonia-Anhalt
- Isenbüttel, Dolna Saksonia
- Saint-Jean-le-Blanc, Francja

## Galeria

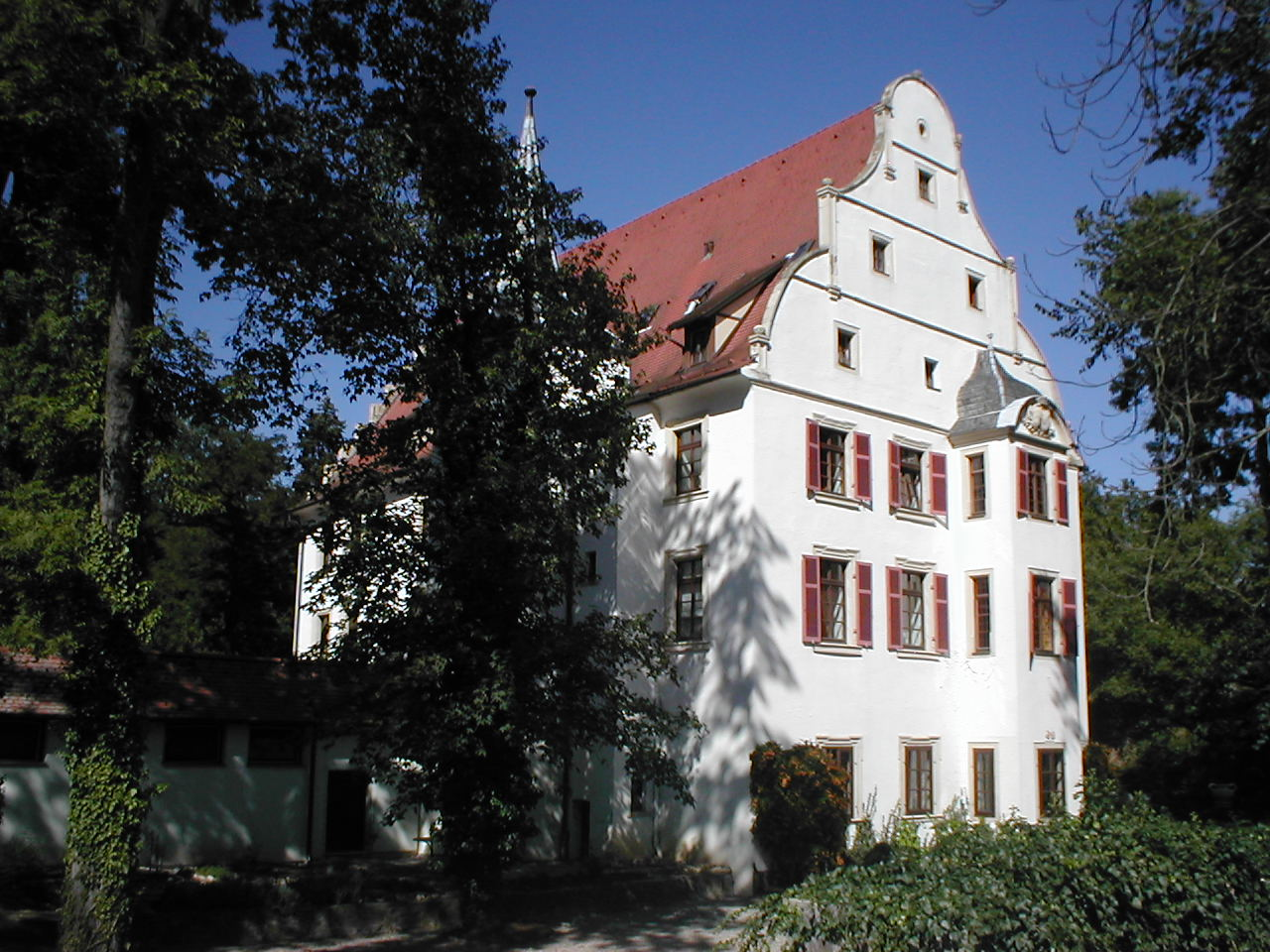
Pałac Lehen
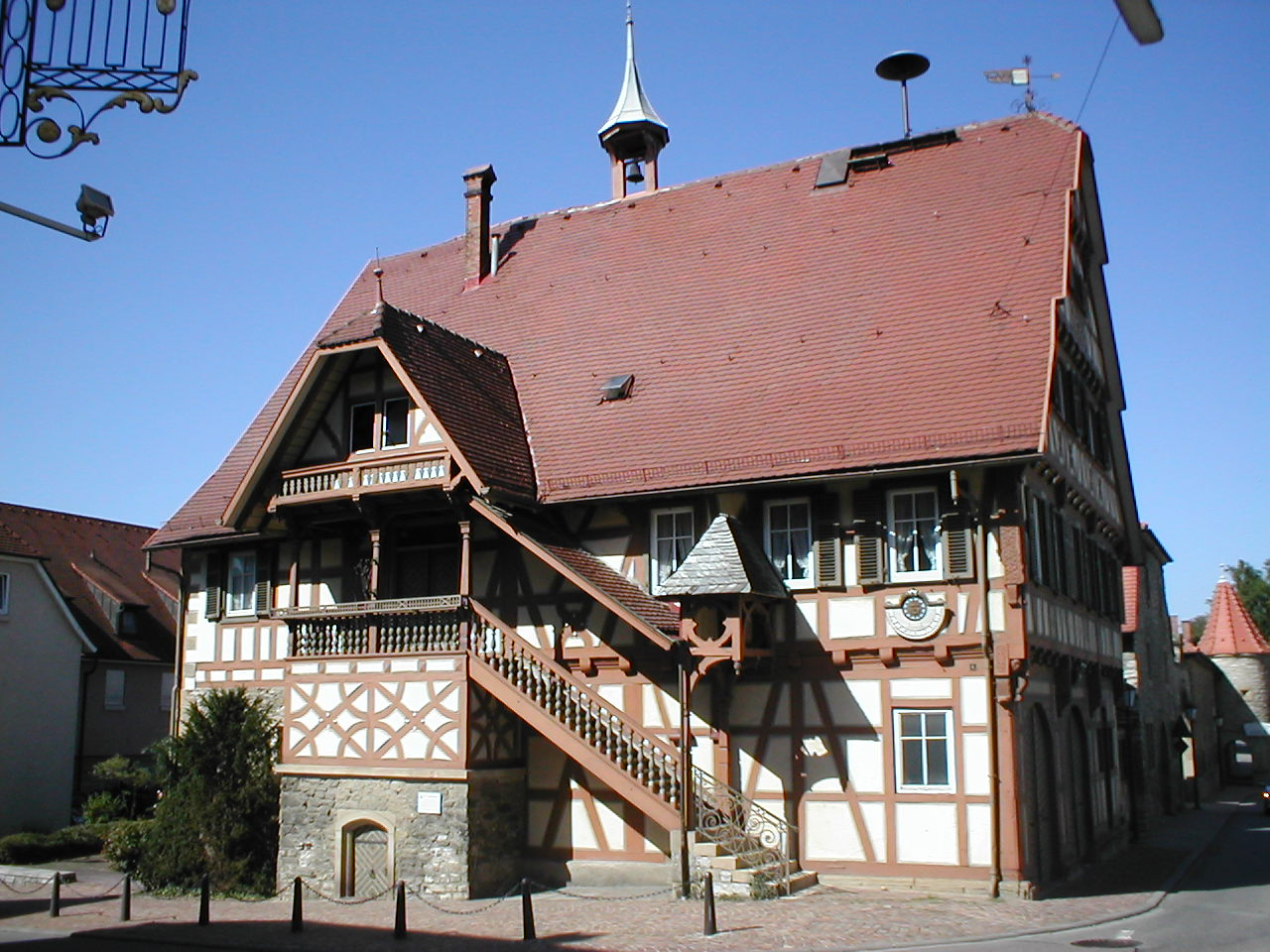
Ratusz
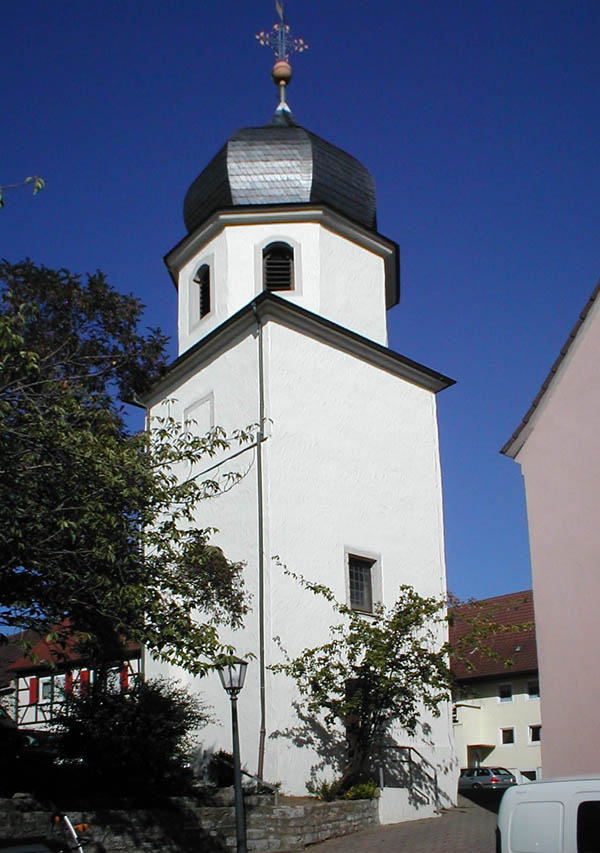
Wieża w dzielnicy Jagstfeld